# Cedex
Il Cedex (acronimo di courrier d'entreprise à distribution exceptionnelle) è un servizio della Posta francese che permette di distribuire la corrispondenza delle imprese con priorità.
Gli abbonati a questo servizio hanno generalmente un volume di posta importante o condizioni di distribuzione speciali.
Il codice è composto da 5 cifre o cap (esempio: 12101 MILLAU CEDEX).
Questo codice può essere seguito da un numero di identificazione dei vari uffici Cedex nella stessa città. Allo stesso modo, nelle città con più arrondissement, il codice Cedex è seguito dal numero dell'arrondissement stesso, ad esempio: CEDEX 11.
Questo sistema è utile alle imprese che hanno la loro sede nella periferia delle grandi città e che vogliono far pensare che il loro indirizzo sia nel centro di un'importante città. Ad esempio "MARSEILLE - CEDEX 14" potrebbe trovarsi a 30 km da Marsiglia. 
Quando il Cedex non è seguito da una cifra, non si tratta di un'abbreviazione per Cedex 1. Questa può essere un'altra cifra.
La norma Afnor XP Z10-011 del maggio 1997 per la redazione degli indirizzi esige che l'ultima linea sia scritta in carattere maiuscolo, ma è proprio sull'ultima linea, dopo il nome del comune, che deve essere menzionato il codice Cedex. Si raccomanda quindi di scrivere « CEDEX ».